# Nogi (Tochigi)
Nogi (野木町, Nogi-machi) est un bourg du district de Shimotsuga, dans la préfecture de Tochigi au Japon.

## Géographie

### Démographie
Au 1er octobre 2013, la population de Nogi s'élevait à 25 431 habitants répartis sur une superficie de 30,25 km2.